# Ralph Hulett
Pour les articles homonymes, voir Hulett (homonymie).
Ralph Hulett, né en 1915 à Kankakee, Illinois et mort en 1974 était un artiste de décors pour l'animation et un peintre aquarelliste américain. Il a travaillé pour les studios Disney. Son fils Steve Hulett était scénariste aux studios Disney dans les années 1980.

## Biographie
Né en 1915 dans l'Illinois, Hulett déménage en Californie, alors qu'il est au lycée. Il étudie dans un lycée de Glendale puis au Chouinard Art Institute. En 1937, il est engagé par les Studios Disney pour aider à achever Blanche-Neige et les Sept Nains, premier long métrage d'animation.
Il devient dessinateur de décor sur plusieurs des premiers longs métrages d'animation de Disney mais n'est crédité qu'à partir de La Boîte à musique sorti en 1946. 
En parallèle de son travail sur les décors des productions Disney, il expose ses aquarelles. Les sujets représentés sont principalement liés à la Californie et au Mexique mais concernent aussi d'autres pays grâce à ses voyages, comme l'Europe ou le Japon.
À partir des années 1950, il réalise aussi des œuvres publicitaires.

## Filmographie
Films d'animation long métrage
- 1946 : La Boîte à musique
- 1946 : Mélodie du Sud
- 1947 : Coquin de printemps
- 1948 : Mélodie Cocktail
- 1948 : Danny, le petit mouton noir
- 1950 : Cendrillon
- 1951 : Alice au pays des merveilles
- 1953 : Peter Pan
- 1955 : La Belle et le Clochard
- 1959 : La Belle au bois dormant
- 1961 : Les 101 Dalmatiens
- 1963 : Merlin l'Enchanteur
- 1967 : Le Livre de la jungle
- 1970 : Les Aristochats
- 1971 : L'Apprentie sorcière
- 1973 : Robin des Bois

Films d'animation court métrage
- 1946 : Casey at the Bat
- 1947 : Donald chez les écureuils
- 1947 : Dingo va à la chasse (Foul Hunting)
- 1948 : Pluto's Purchase
- 1948 : À la soupe !
- 1948 : Mickey et le Phoque
- 1948 : L'Île aux phoques, animateur
- 1949 : Mickey et Pluto au Mexique
- 1949 : Pile ou farces
- 1949 : Jardin paradisiaque
- 1950 : Donald à la plage (Bee at the Beach)
- 1951 : Donald pilote d'essai
- 1951 : Défense de fumer
- 1952 : Papa, c'est un lion (Father's Lion)
- 1952 : Susie, le petit coupé bleu
- 1954 : L'Agenda de Donald (Donald's Diary)
- 1956 : A Cowboy Needs a Horse
- 1957 : The Story of Anyburg U.S.A.
- 1959 : Noah's Ark
- 1960 : Goliath II
- 1961 : Dingo fait de la natation
- 1962 : A Symposium on Popular Songs